# Asikaga Micsio
Asikaga Micsio (Akita, 1950. május 22. –) japán válogatott labdarúgó.

## Nemzeti válogatott
A japán válogatottban 7 mérkőzést játszott.

## Statisztika
| Japán válogatott | Japán válogatott | Japán válogatott |
| Időszak          | Mérk.            | gól              |
| ---------------- | ---------------- | ---------------- |
| 1971             | 1                | 0                |
| 1972             | 3                | 0                |
| 1973             | 2                | 0                |
| 1974             | 0                | 0                |
| 1975             | 1                | 0                |
| Összesen         | 7                | 0                |